# بخش دیل، شهرستان کوتن وود، مینه سوتا
بخش دیل (به انگلیسی: Dale Township) یک منطقهٔ مسکونی در ایالات متحده آمریکا است که در شهرستان کاتنوود، مینه‌سوتا واقع شده‌است.
 بخش دیل ۹۳٫۴ کیلومتر مربع مساحت و ۱۵۱ نفر جمعیت دارد و ۴۴۶ متر بالاتر از سطح دریا واقع شده‌است.